# Харьковский собор
Ха́рьковский собо́р (Ха́рьковский Архиере́йский собо́р) (укр. Харківський собор) — собор епископов Украинской православной церкви (УПЦ), состоявшийся 27—28 мая 1992 года в Харькове на территории Покровского монастыря под руководством митрополита Харьковского и Богодуховского Никодима (Руснака).

## Предыстория
На Архиерейском соборе 1—4 апреля 1992 года в Москве митрополит Киевский и всея Украины Филарет (Денисенко) заявил, что «во имя мира церковного он подаст прошение на предстоящем архиерейском Соборе Украинской Православной Церкви об освобождении его от обязанностей предстоятеля Украинской Православной Церкви», но по возвращении в Киев отказался от своих слов.
30 апреля архиепископ Иов (Тывонюк) провёл в Житомире совещание, в котором участвовали ещё пятеро архиереев, представители духовенства и мирян. Собрание выразило недоверие Филарету, квалифицировав его действия как клятвопреступление, и наметило созыв Архиерейского собора УПЦ для принятия отставки Филарета на 11 мая. Как вспоминал участник этого совещания епископ Алипий (Погребняк), «все, кто собрался у него, понимали, что так не должно быть, что напрасно Филарет хочет автокефалию. Все были против, но тогда приехал один архиерей (не буду называть имя) и начал нас уговаривать: „Давайте, мол, с Филаретом вместе…“ <…> Филарет приставил к нам наблюдателей. Потом домой разъезжались окольными путями — боялись нарваться на унсовцев».
Священный синод Русской православной церкви предписал созвать такой Собор до 15 мая. Филарет на заседания Синода в Москву не поехал и предписание проигнорировал. Тогда на заседании 21 мая Священный синод Русской православной церкви поручил созыв Собора старейшему по хиротонии архипастырю УПЦ митрополиту Никодиму (Руснаку) с тем, чтобы он был проведён не позже дня Святой Троицы (14 июня 1992 года).

## Собор
В Соборе участвовали 18 епископов Украины из 21 (не участвовали Филарет, Иаков (Панчук) и Андрей (Горак)). По воспоминаниям епископа Алипия (Погребняка), «во время заседания его [митрополита Никодима] постоянно вызывали к телефону, угрожали, так что он возвращался в зал весь бледный. Было тайное голосование, а он, уходя, чтобы ответить на очередной звонок, сказал: „Можете за меня не голосовать. Я отдаю свой голос митрополиту Ростовскому Владимиру“».
Согласно решению Собора, был низложен, с запрещением в священнослужении, бывший митрополит Киевский и всея Украины Филарет (Денисенко), и новым митрополитом избран Владимир (Сабодан).
После Харьковского собора отстранённый от власти в Украинской православной церкви Филарет при поддержке государственных властей Украины создал неканоническую Украинскую православную церковь Киевского патриархата, оформленную Учредительным собором 25—26 июня 1992 года в Киеве, что фактически привело к расколу в Украинской православной церкви.

## Реакция государства
29 мая 1992 года заявление о нарушении Устава об управлении УПЦ принял Совет по делам религии при Кабинете министров Украины. С осуждением деяний Харьковского собора выступил и Президиум Верховной рады Украины, приняв соответствующее заявление, где, в частности, говорилось:
Совет по делам религий при Кабинете Министров Украины, изучив правомерность Харьковского собора УПЦ, определил, что он проведен с нарушением Устава Украинской православной церкви, а потому его решения не могут быть признанными.

Епархиальное управление на территории Покровского монастыря, в котором прошёл Харьковский собор
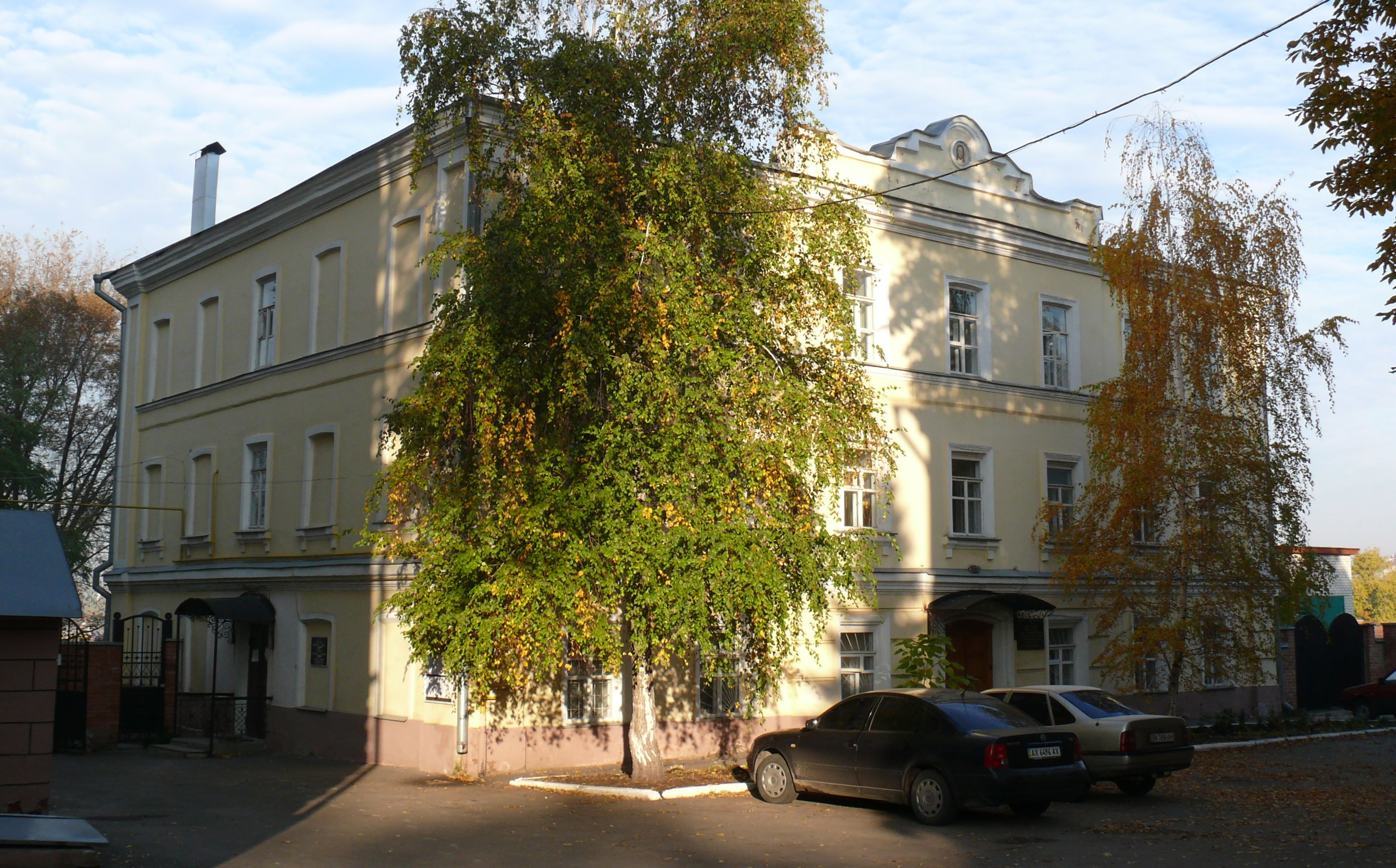
Общий вид здания
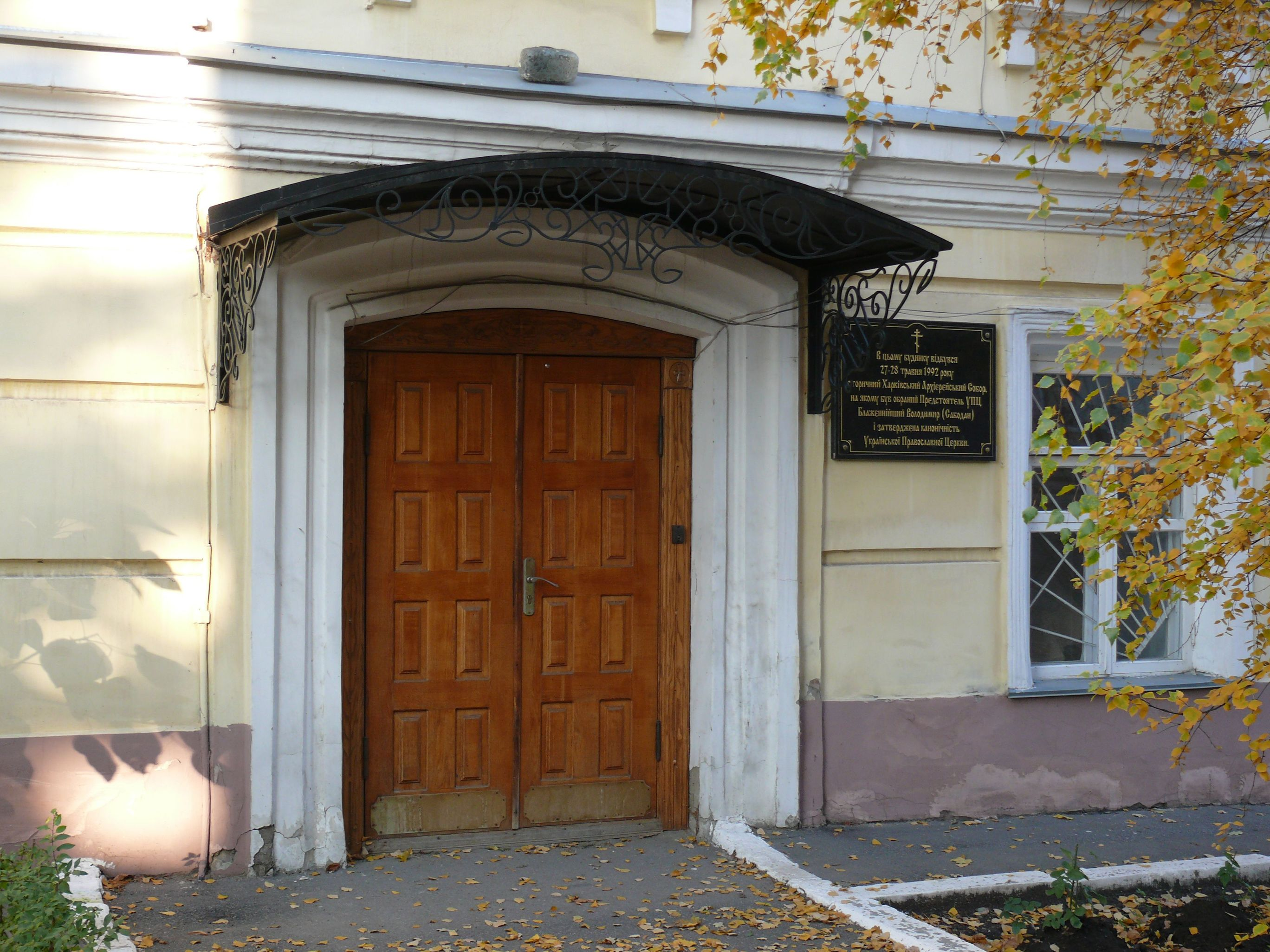
Вход в здание и мемориальная доска
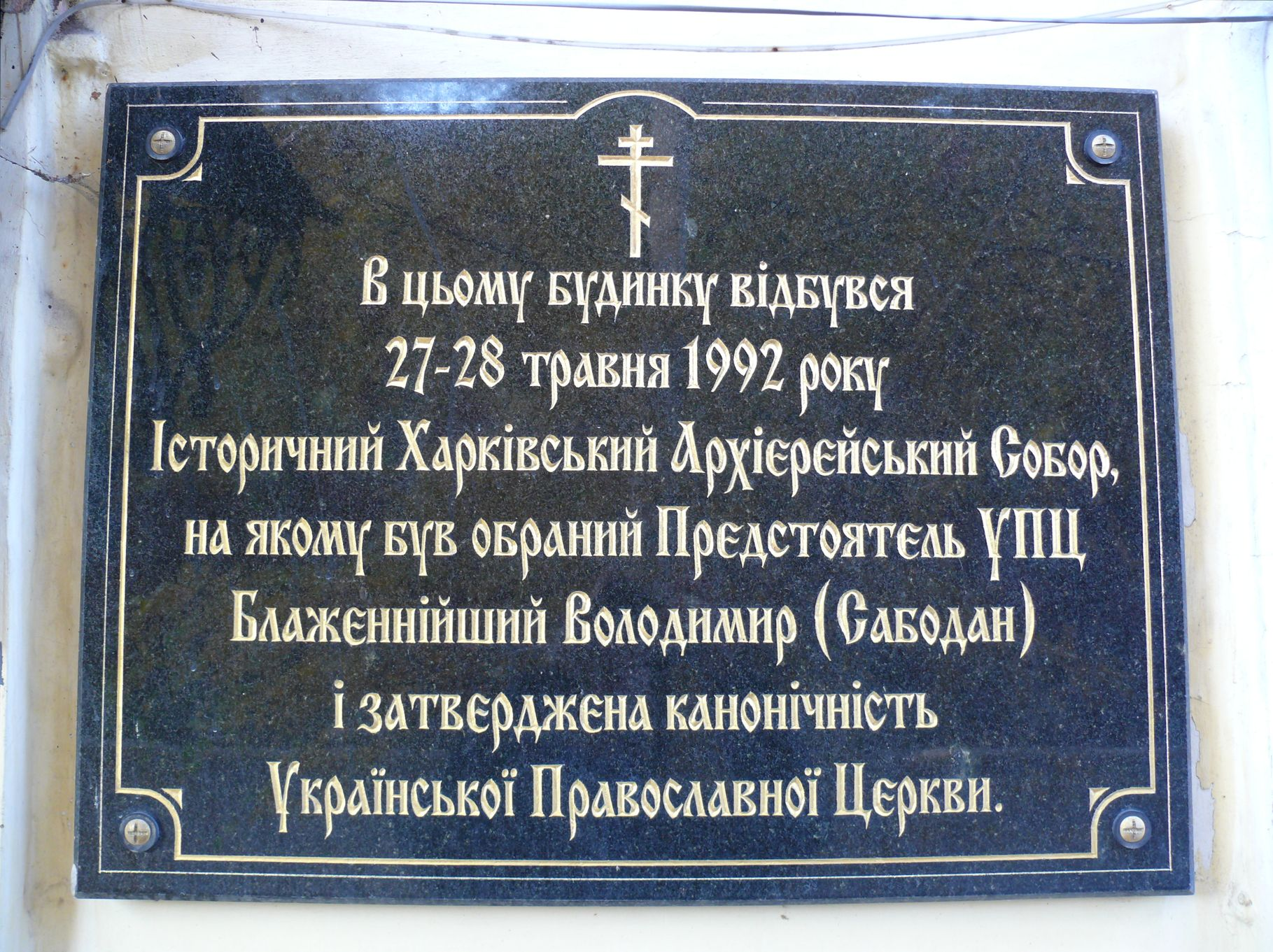
Мемориальная доска крупным планом

## Память о событии

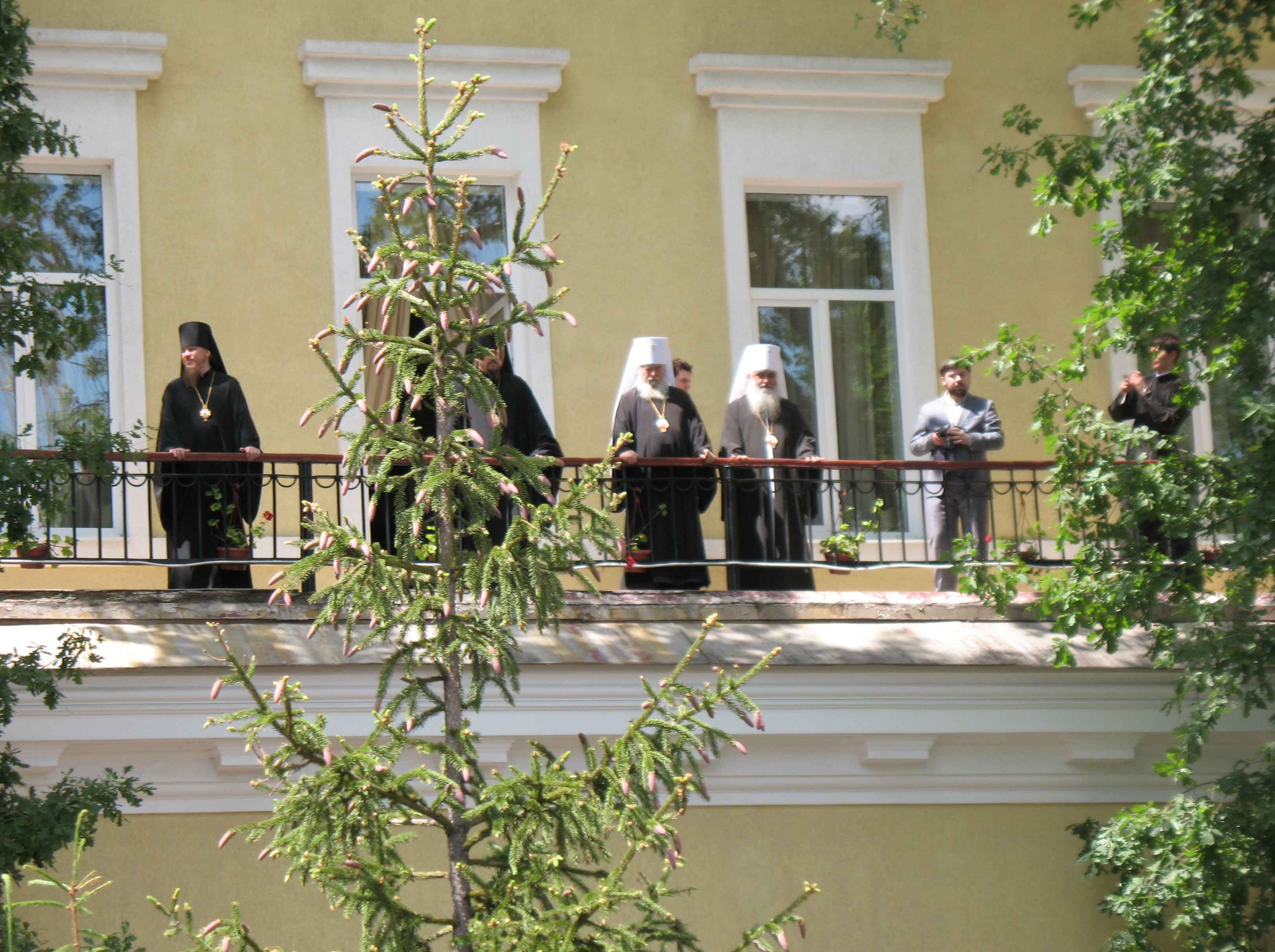
Митрополиты Николаевский и Вознесенский Питирим (справа) и Днепропетровский и Павлоградский Ириней (слева) на праздновании 20-летия Харьковского собора

На здании, где проводился Харьковский собор, была установлена мемориальная доска.
В 2002 году в харьковском кафедральном Благовещенском соборе прошла торжественная служба в память 10-летия Харьковского собора, в которой участвовал митрополит Владимир (Сабодан).
В 2007 году к 15-летию собора в харьковском Покровском монастыре и в Киево-Печерской лавре прошли научно-практические конференции.
27 мая 2012 года в память 20-летия собора в Харькове прошла Божественная литургия в Благовещенском кафедральном соборе, на которой вместе сослужили три митрополита, девять архиереев и сонм иереев Русской, Украинской и Болгарской православных церквей, которую по благословению Митрополита Киевского и всея Украины Владимира возглавил митрополит Симферопольский Лазарь. В конце литургии управляющий делами Киевской митрополии архиепископ Бориспольский Антоний огласил послание митрополита Владимира к участникам празднования 20-летия Харьковского собора, а митрополит Симферопольский Лазарь, участник Собора, отметил историческую значимость события и сосредоточил внимание на тяжёлых условиях, с которыми сталкивалась Православная церковь Украины в сложные времена «перестройки». Затем состоялся крестный ход от Благовещенского собора до Покровского монастыря. Затем все архиереи посетили Харьковское епархиальное управление, где проходил Собор, и почтили молитвою память покоившихся за истекшее время участков Собора.
В 2012 году к 20-летию собора в Харькове прошла научно-практическая конференция. В Киеве в рамках празднования 20-летия Харьковского собора прошла конференция в Украинском доме; пресс-службой Украинской православной церкви были выпущены три книги, посвящённые истории расколов на Украине.
Изготовлены юбилейная медаль Украинской православной церкви «Харьковский собор — 10 лет» двух степеней (2002) и юбилейная медаль «Харьковский собор — 15 лет» (2007).

Крестный ход в Харькове 27 мая 2012 года в память 20-летия Харьковского собора
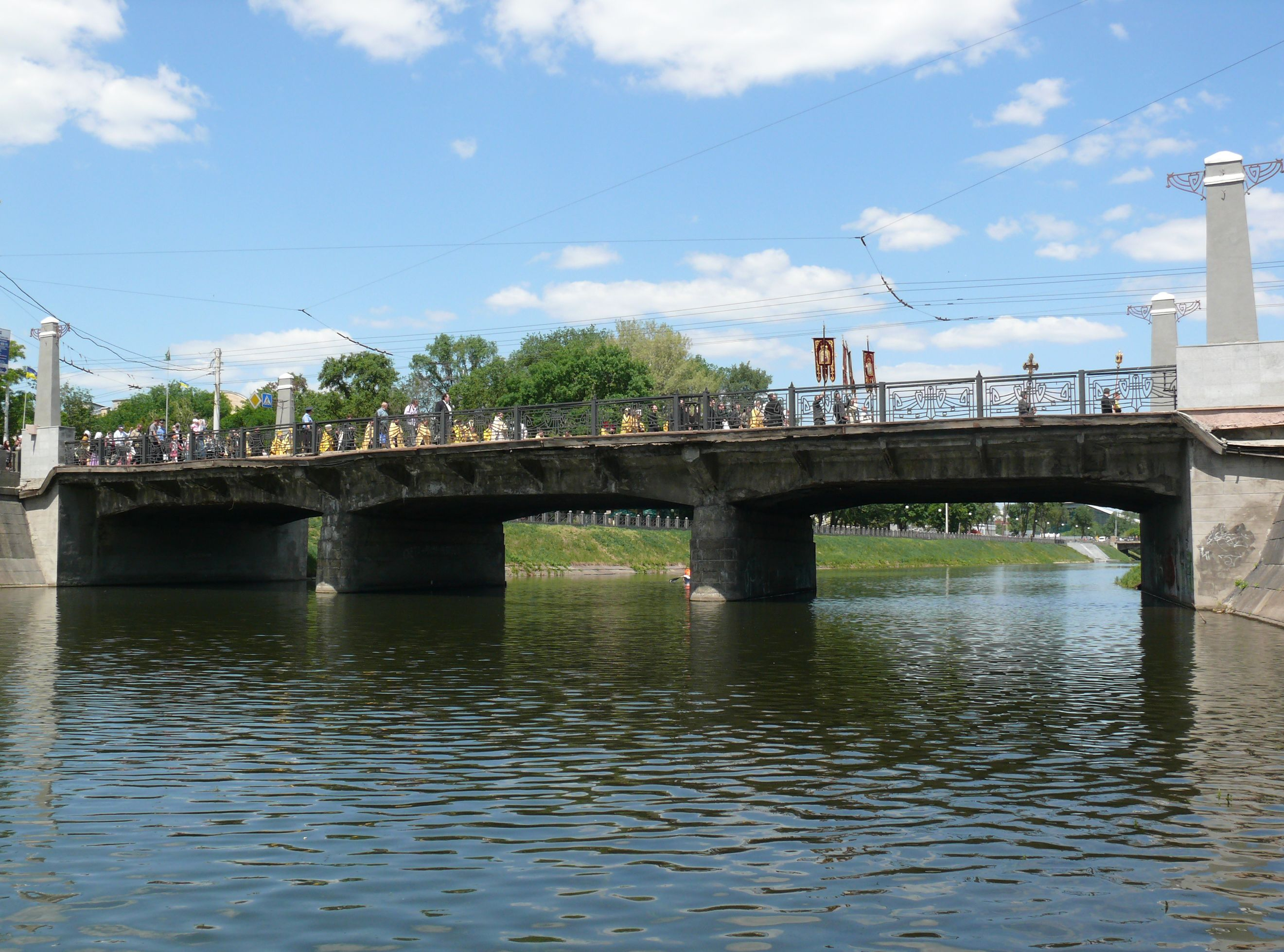
Заход крестного хода на Купеческий мост.
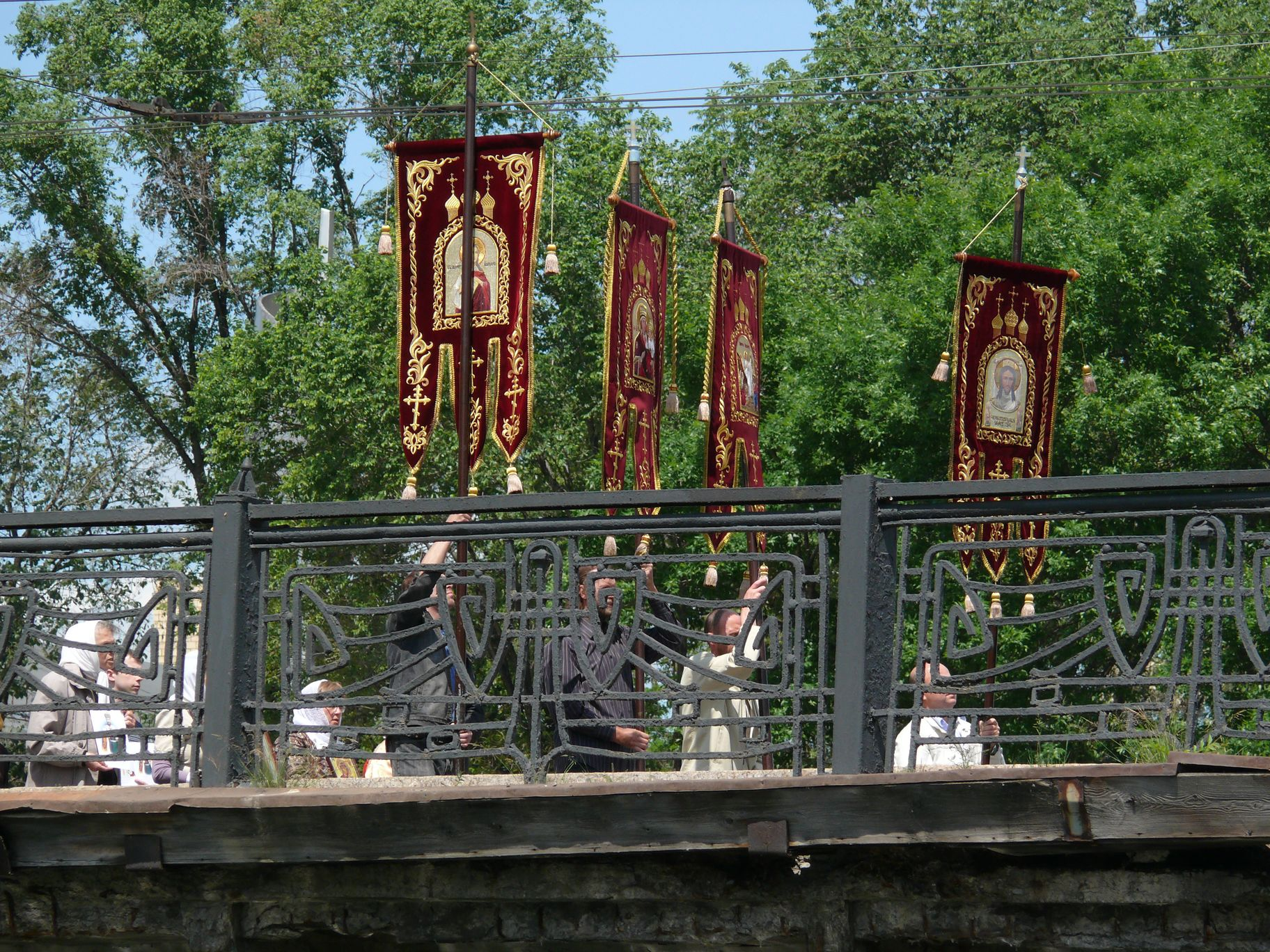
Хоругвеносцы на мосту через Лопань.
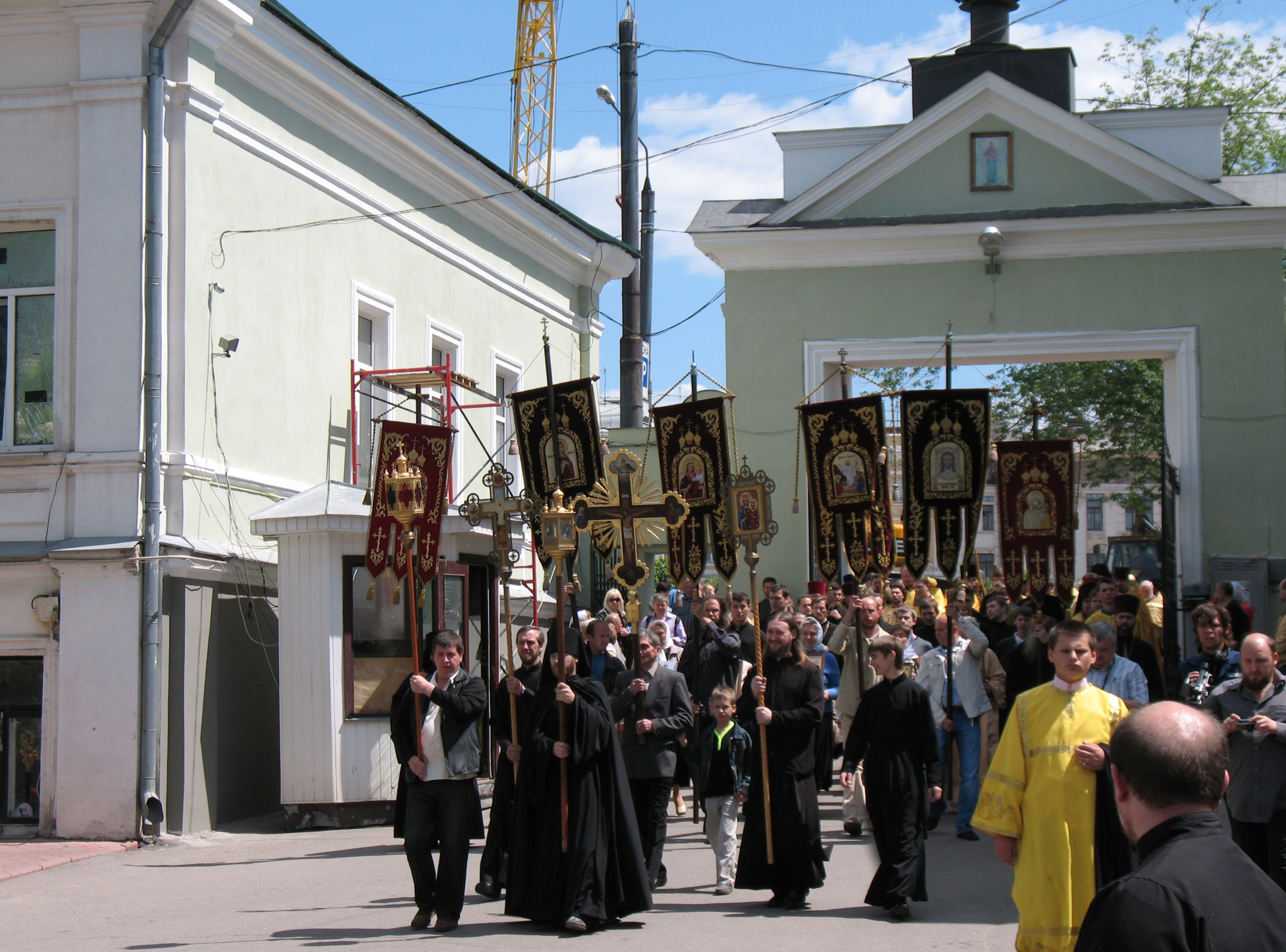
Крестный ход входит в Покровский монастырь.
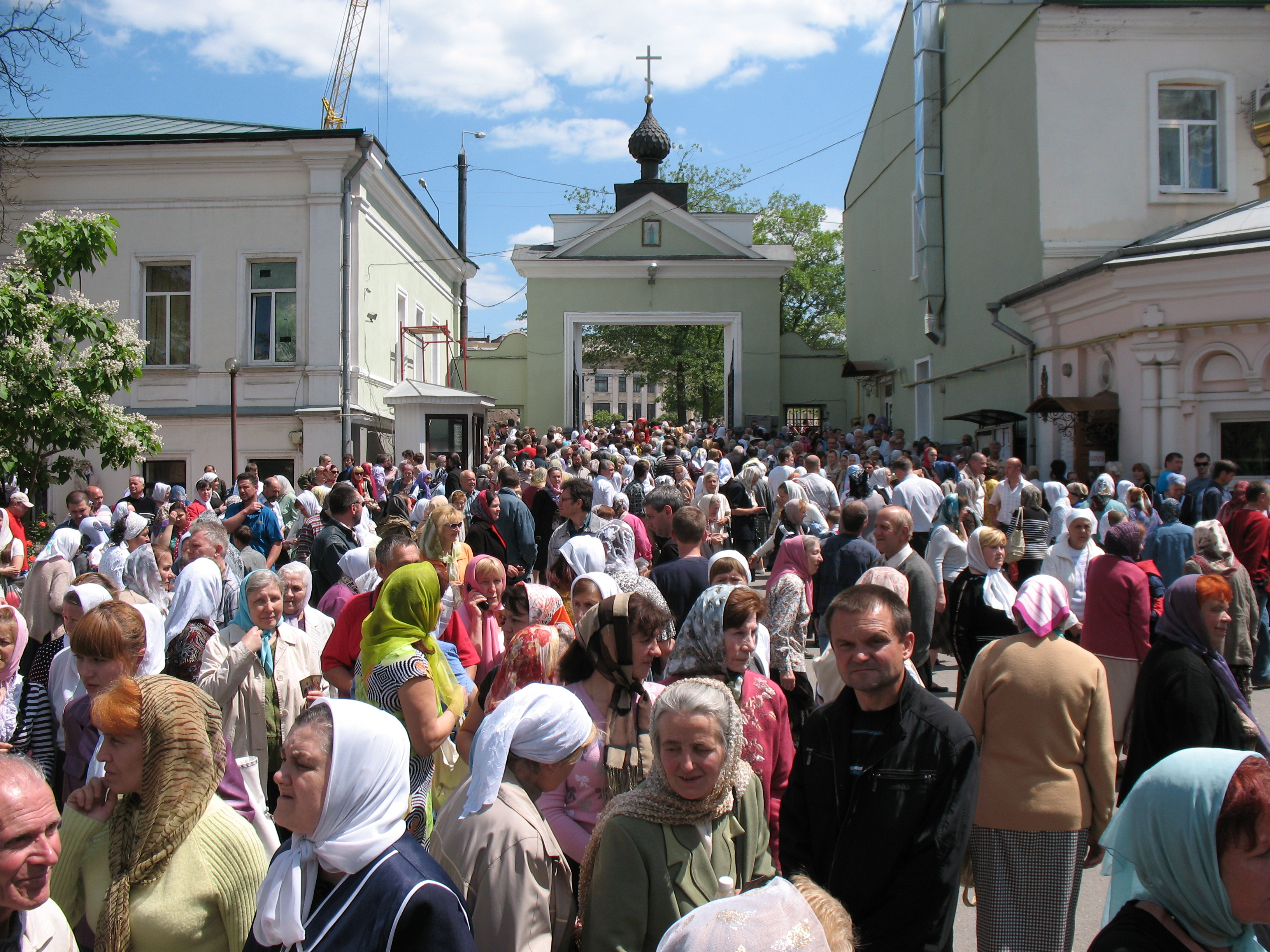
Православные миряне.

В июне — июле 2017 года в рамках празднования 25-летия Харьковского Архиерейского собора во всех епархиях Украинской православной церкви прошли многотысячные крестные ходы. Крестные ходы в епархиях УПЦ сопровождали новоявленные святыни со всей Украины.